# Joana Ribeiro
Joana Isabel de Alvim Rodrigo Pereira Ribeiro (Lisboa, 25 de março de 1992) é uma atriz portuguesa.

## Biografia
Estudou na Escola Luís Madureira, em Alfragide. A seguir foi para o Externato de São José, no Restelo, até ao 9.º ano. Depois, no Ensino Secundário, estudou na Escola Secundária do Restelo. Participou numa curta-metragem, Herança do Silêncio. A sua agência é Elite Lisbon.
Começou por tirar o curso de Arquitetura, mas rapidamente percebeu que a sua vocação era ser atriz. Conseguiu, depois de participar num casting, um lugar na telenovela Dancin' Days, como Mariana Côrte-Real. Logo depois foi para a telenovela Sol de Inverno, como Margarida Aragão. Em 2015 entrou na telenovela Poderosas da SIC, no papel de Luísa. Em 2016 fez parte do elenco de Madre Paula na RTP1 como Paula. Em 2017 fez parte do elenco de Paixão na SIC em que faz de Ana Rita Sobral.
Em 2018, a atriz muda-se da SIC para a TVI para dar vida à vilã da novela A Teia, Diana Figueiredo. No mesmo canal, protagonizou em 2019 Prisioneira. 
Participou também em projectos internacionais, incluindo o filme O Homem Que Matou Don Quixote do conhecido realizador Terry Gilliam, o episódio piloto de The Dark Tower para a Amazon Prime inspirado nos livros de Stephen King, Fatima de Marco Pontecorvo e o filme Infinite de Antoine Fuqua.
Em Portugal foi protagonista de A Uma Hora Incerta, filme de Carlos Saboga e de Linhas Tortas de Rita Nunes. Fez também o filme Um Fio De Baba Escarlate de Carlos Conceição e Sombra de Bruno Gascón, a estrear em 2020.
Em 2020 fez parte do programa Shooting Stars no Festival de Cinema de Berlim. 
Em 2024 regressa à SIC, onde integra o elenco da novela A Promessa, dando vida à vilã Verónica Rocha Morais.

## Televisão
| Ano         | Projeto               | Papel                     | Notas            | Canal |
| ----------- | --------------------- | ------------------------- | ---------------- | ----- |
| 2012 - 2013 | Dancin' Days          | Mariana Matos Corte-Real  | Protagonista     | SIC   |
| 2013 - 2014 | Sol de Inverno        | Margarida Teles de Aragão | Elenco Principal | SIC   |
| 2015 - 2016 | Poderosas             | Luísa Nogueira            | Protagonista     | SIC   |
| 2017        | Madre Paula           | Madre Paula de Odivelas   | Protagonista     | RTP1  |
| 2017 - 2018 | Paixão                | Ana Rita Sobral           | Co- Antagonista  | SIC   |
| 2018 - 2019 | A Teia                | Diana Figueiredo/ Damásio | Antagonista      | TVI   |
| 2019 - 2020 | Prisioneira           | Teresa Loureiro Cunha     | Protagonista     | TVI   |
| 2021        | 5Starz                | Célia                     | Elenco Adicional | RTP1  |
| 2022        | Das Boot: O Submarino | Inês de Pina              | Elenco Adicional | AMC   |
| 2023        | Lusitânia             | Helena                    | Protagonista     | RTP1  |
| 2024 - 2025 | A Promessa            | Verónica Rocha            | Antagonista      | SIC   |

## Filmografia
- Um fio de baba escarlate 2020 [9]
- Linhas Tortas 2019 "Luisa" [10]
- Fátima 2019 "Mary"
- The Man Who Killed Don Quixote 2018 "Angelica" [11]
- O Caderno Negro 2018 "Charlotte Corday"
- Muletas (curta-metragem) 2017
- Gasolina (curta-metragem) 2015 [12]
- A Uma Hora Incerta 2015 "Ilda" [5]
- Herança do Silêncio (curta-metragem) 2013 [2]

## Dobragens
| Ano  | Título                      | Personagem | Tipo            |
| ---- | --------------------------- | ---------- | --------------- |
| 2013 | The Last of Us              | Ellie      | Videojogo       |
| 2014 | The Last of Us: Left Behind | Ellie      | Videojogo - DLC |
| 2020 | The Last of Us Part II      | Ellie      | Videojogo       |

## Teatro
- O Autor 2016

## Ligações Externas
- Joana Ribeiro. no IMDb.
- Entrevistámos Joana Ribeiro, a Ellie portuguesa em The Last of Us: Part 2
- Entrevista Joana Ribeiro: A atriz portuguesa participa na série “The Dark Tower”
- Joana Ribeiro no programa Alta Definição (SIC)
- Joana Ribeiro no Instagram